# Гадде, Виджая
Виджая Гадде (англ. Vijaya Gadde, род. 1974, Хайдарабад) — американская поверенная, работавшая главным юрисконсультом и главой юридического, политического и трастового отдела в компании Twitter.
В её задачи входило решение таких проблем, как домогательства, дезинформация и вредоносная речь.
Она известна своим участием в решениях и политике, принимаемых Твиттером, например, подходом к таким вопросам, как домогательства и оскорбительные высказывания, а также громкими решениями, принимаемыми Твиттером.
27 октября 2022 года она была уволена Илоном Маском после того, как он приобрёл Twitter.
В 2014 году журнал Fortune описал её как самую влиятельную женщину в исполнительной команде Twitter, хотя позже к ней присоединился директор по маркетингу Лесли Бёрланд. В октябре 2020 года журнал Politico назвал её «самым влиятельным руководителем в области технологий, о котором вы никогда не слышали».

## Биография
Гадде родилась в 1974 году в Индии в семье телугу и переехала в Соединённые Штаты Америки в возрасте трёх лет.
Её отец учился в аспирантуре в Соединённых Штатах и поначалу не имел финансовых средств, чтобы послать за женой и дочерью, пока Гадде не исполнилось три года.
Её семья переехала в Бомонт (Техас). Описывая своё детство, она говорила, что на неё сильно повлияло присутствие Ку-клукс-клана в Бомонте — присутствие настолько сильное, что работодатель её отца-индийца проинструктировал его получить разрешение от местного клана, прежде чем он сможет ходить по домам для получения страховки.
Гадде получила степень бакалавра наук в области производственных и трудовых отношений в Школе производственных и трудовых отношений Корнельского университета и степень доктора юридических наук в Школе права Нью-Йоркского университета в 2000 году.

### Карьера
Прежде чем начать работать в Twitter в 2011 году, Гадде почти десять лет проработала в юридической фирме Wilson Sonsini Goodrich & Rosati (WSGR) в Кремниевой долине. Она также была старшим директором юридического отдела технологической компании Juniper Networks в Кремниевой долине. Работая в WSGR, Гадде работала над приобретением McClatchy Co.-Knight Ridder Inc. за 4,1 миллиарда долларов в 2006 году и выступала в качестве советника Рабочей группы по доверенности Нью-Йоркской фондовой биржи и Комитета по корпоративному управлению.
В 2018 году она объявила, что Twitter нанимает исследователей для изучения состояния дискурса на платформе.
В 2018 году Гадде присоединилась к генеральному директору Twitter Джеку Дорси на встречах в Индии, где они поговорили с несколькими активистами-далитами об их опыте работы в Twitter; после встречи активисты вручили Дорси плакат с надписью «Разбить браминский патриархат»; позже она сфотографировалась с этим плакатом.
Фотография вызвала споры: некоторые критики назвали это отношение дискриминационным по отношению к браминам, в то время как другие сочли это подходящим ответом на кастовое и гендерное угнетение в Индии. Гадде ответила на фурор в социальных сетях серией твитов с извинениями: «Мне очень жаль. Это не отражает наших взглядов. Мы сделали частное фото с только что подаренным нам подарком — нам следовало быть более вдумчивыми. Twitter стремится быть беспристрастной платформой для всех. Нам не удалось сделать это в данном случае, и мы должны лучше обслуживать наших клиентов в Индии».
В 2019 году она убедила Джека Дорси, бывшего в то время генеральным директором компании Twitter, не продавать политическую рекламу во время президентских выборов в США в 2020 году, что вызвало как одобрение, так и критику.
Гадде была одним из ключевых должностных лиц Twitter, принимавших участие в принятии решений о приостановке действия аккаунта бывшего президента США Дональда Трампа.
Гадде заработала почти 17 миллионов долларов в 2021 году в качестве главного юриста Twitter и около 7,3 миллиона долларов в 2020 году.
После объявления о приобретении Twitter Илоном Маском в 2022 году Гадде вновь привлекла внимание. Маск оспорил существующую политику Twitter, заявив, что платформа должна удалять контент только в том случае, если этого требует закон, и раскритиковал Гадде за решение заблокировать статью New York Post о Хантере Байдене.
Сообщалось, что во время виртуальной встречи с политическими и юридическими командами Гадде выразила обеспокоенность и неуверенность в отношении будущего Twitter под потенциальным руководством Маска.
Критика Маском Гадде вызвала некоторые разногласия из-за онлайн-оскорблений, которые впоследствии получила Гадде, включая расистские оскорбления, и предположений о том, что критика Маска, возможно, нарушила условия соглашения о поглощении, которое запрещало Маску публиковать пренебрежительные твиты в отношении компании или её представителей.
Комментарии Маска перекликаются с другой критикой Гадде, особенно со стороны правых политических сил, которые обвинили её в том, что она является «главным сторонником цензуры» в Твиттере за её роль в приостановке действия аккаунта бывшего президента США Дональда Трампа в Твиттере. Также последовала критика решения Twitter, в котором участвовала Гадде, — запретить пользователям делиться историей New York Post о ноутбуке Хантера Байдена во время выборов в США 2020 года, на которых его отец Джо Байден был кандидатом. Позже Джек Дорси назвал это решение неправильным. Позицию Гадде защищали другие, в том числе бывшие коллеги и профессор права Даниэль Ситрон, которая сказала, что Гадде понимает последствия онлайн-преследований.
Ей, как главному юрисконсульту Twitter, было адресовано письмо Илона Маска о прекращении покупки Twitter от 8 июля 2022 года.
После завершения сделки по приобретению Twitter Илоном Маском 27 октября 2022 года Гадде была уволена в числе четырёх ключевых фигур компании — вместе с ней компанию покинули главный исполнительный директор Параг Агравал, финансовый директор Нед Сигал и главный юрисконсульт компании Шон Эджетт.